# Jean-Marc Ayrault
Jean-Marc Ayrault (Maulévrier, 25. siječnja 1950.) francuski političar, francuski premijer od 16. svibnja 2012. do 31. ožujka 2014. godine, trenutno ministar vanjskih poslova.

## Životopis
Prije navršene 21. godine Ayrault je bio član pokreta mladih kršćana u ruralnim područjima. Pridružio se Socijalističkoj stranci nakon Kongresa u Epinayu 1971. godine, na kojem je François Mitterrand preuzeo vodstvo stranke. Godine 1973. postao je profesor njemačkog jezika. Od 1977. do 1989. godine služio je kao gradonačelnik grada Saint-Herblaina (regija Pays de la Loire). Prvi put je izabran u Nacionalnu skupštinu francuskog parlamenta 1986. godine, potom je stalno na izborima bivao izabran za zastupnika. Godine 1989. bio je izabran za gradonačelnika Nantesa, glavnog grada sjeverozapadne Francuske.
Od 16. svibnja 2012. do 31. ožujka 2014. bio je na čelu Vlade Francuske Republike. 11. veljače 2016. imenovan je ministrom vanjskih poslova i međunarodnog razvoja.